# HSL 1
| Thalys auf der HSL 1 |                                      |                                                        |                                                        |
| Lage und Verlauf der HSL 1 im belgischen Hochgeschwindigkeitsnetz |                                      |                                                        |                                                        |
| Streckennummer: | 96N (Brüssel-Halle) 01 (Halle-Lille) |                                                        |                                                        |
| Streckenlänge: | 88 km                                |                                                        |                                                        |
| Spurweite: | 1435 mm (Normalspur)                 |                                                        |                                                        |
| Stromsystem: | 25 kV 50 Hz ~                        |                                                        |                                                        |
| Streckengeschwindigkeit: | 300 km/h                             |                                                        |                                                        |
| Zweigleisigkeit: | ja                                   |                                                        |                                                        |
| |                                      |                                                        |                                                        |
| \| \| \| Bestandsstrecke von Bruxelles-Central/Brussel-Centraal \| \| \| \| 0,0 \| Bruxelles-Midi/Brussel-Zuid \| Bruxelles-Midi/Brussel-Zuid \| \| \| \| \| \| \| \| 11,8 0,0 \| Abzweig Noord-Halle \| Abzweig Noord-Halle \| \| \| \| \| \| \| \| 13,0 1,3 \| Halle \| Halle \| \| \| \| Bestandsstrecke nach Tournai \| \| \| \| \| Bestandsstrecke nach Mons \| \| \| \| \| Viadukt bei Lembeek (552 m) \| \| \| \| \| Tunnel bei Tubize (270 m) \| \| \| \| 28,8 \| Bestandsstrecke von Halle \| Bestandsstrecke von Halle \| \| \| 28,8 \| Abzweig Beauregard \| Abzweig Beauregard \| \| \| 32,4 \| Abzweig Patard \| Abzweig Patard \| \| \| 32,4 \| Bestandsstrecke nach Tournai \| Bestandsstrecke nach Tournai \| \| \| \| Viaduc d’Abre (2005 m) \| \| \| \| 50,4 \| Tourpes \| Tourpes \| \| \| \| Bestandsstrecke Tournai – Mons \| \| \| \| 62,7 \| Bestandsstrecke von Mons \| Bestandsstrecke von Mons \| \| \| 62,7 \| Abzweig Antoing \| Abzweig Antoing \| \| \| \| Viadukt von Antoing (438 m) \| \| \| \| 76,1 \| Staatsgrenze Belgien/Frankreich \| Staatsgrenze Belgien/Frankreich \| \| \| 87,0 \| Bestandsstrecke nach Lille \| Bestandsstrecke nach Lille \| \| \| \| Bestandsstrecke von Lille \| \| \| \| \| LGV Nord nach Paris \| \| \| \| \| \| \| \| Quellen: [1] \| \| \| \| |                                      |                                                        |                                                        |
| Strecke |                                      | Bestandsstrecke von Bruxelles-Central/Brussel-Centraal | Bestandsstrecke von Bruxelles-Central/Brussel-Centraal |
| Kopfbahnhof Streckenanfang · Bahnhof | 0,0                                  | Bruxelles-Midi/Brussel-Zuid                            | Bruxelles-Midi/Brussel-Zuid                            |
| Strecke nach links · Abzweig geradeaus und von rechts |                                      |                                                        |                                                        |
| Abzweig geradeaus, von links und von rechts | 11,8 0,0                             | Abzweig Noord-Halle                                    | Abzweig Noord-Halle                                    |
| Strecke |                                      |                                                        |                                                        |
| Bahnhof | 13,0 1,3                             | Halle                                                  | Halle                                                  |
| Abzweig geradeaus und nach rechts |                                      | Bestandsstrecke nach Tournai                           | Bestandsstrecke nach Tournai                           |
| Abzweig geradeaus und nach links |                                      | Bestandsstrecke nach Mons                              | Bestandsstrecke nach Mons                              |
| Brücke |                                      | Viadukt bei Lembeek (552 m)                            | Viadukt bei Lembeek (552 m)                            |
| Tunnel |                                      | Tunnel bei Tubize (270 m)                              | Tunnel bei Tubize (270 m)                              |
| Abzweig geradeaus und von rechts | 28,8                                 | Bestandsstrecke von Halle                              | Bestandsstrecke von Halle                              |
| Blockstelle | 28,8                                 | Abzweig Beauregard                                     | Abzweig Beauregard                                     |
| Blockstelle | 32,4                                 | Abzweig Patard                                         | Abzweig Patard                                         |
| Abzweig geradeaus und nach rechts | 32,4                                 | Bestandsstrecke nach Tournai                           | Bestandsstrecke nach Tournai                           |
| Brücke |                                      | Viaduc d’Abre (2005 m)                                 | Viaduc d’Abre (2005 m)                                 |
| Dienststation / Betriebs- oder Güterbahnhof | 50,4                                 | Tourpes                                                | Tourpes                                                |
| Kreuzung geradeaus unten |                                      | Bestandsstrecke Tournai – Mons                         | Bestandsstrecke Tournai – Mons                         |
| Abzweig geradeaus und von links | 62,7                                 | Bestandsstrecke von Mons                               | Bestandsstrecke von Mons                               |
| Blockstelle | 62,7                                 | Abzweig Antoing                                        | Abzweig Antoing                                        |
| Brücke |                                      | Viadukt von Antoing (438 m)                            | Viadukt von Antoing (438 m)                            |
| Grenze | 76,1                                 | Staatsgrenze Belgien/Frankreich                        | Staatsgrenze Belgien/Frankreich                        |
| Abzweig geradeaus und nach rechts | 87,0                                 | Bestandsstrecke nach Lille                             | Bestandsstrecke nach Lille                             |
| Abzweig geradeaus und von rechts |                                      | Bestandsstrecke von Lille                              | Bestandsstrecke von Lille                              |
| Strecke |                                      | LGV Nord nach Paris                                    | LGV Nord nach Paris                                    |
| |                                      |                                                        |                                                        |
| Quellen: |                                      |                                                        |                                                        |

Die HSL 1 (niederländisch: Hogesnelheidslijn 1, französisch: LGV 1 bzw. Ligne à grande vitesse 1) ist eine belgische Schnellfahrstrecke zwischen Brüssel und der französischen Grenze bei Lille. Sie ist 87,9 Kilometer lang, wobei 76,1 Kilometer Neubaustrecke und 11,8 Kilometer Ausbaustrecke sind, und verbindet die belgische Hauptstadt mit Lille, London und Paris.

## Verlauf
Die 71 Kilometer lange Neubaustrecke verläuft von der französisch-belgischen Grenze bei Wannehain (etwa 15 Kilometer südöstlich von Lille) bis nach Lembeek (etwa 17 Kilometer südlich von Brüssel). Bei Antoing entstand eine 438 Meter lange Brücke über die Schelde. Bei Maubray wurde ein eingleisiger höhengleicher Abzweig zur Bestandsstrecke Tournai–Mons–Namur angelegt. Zwischen den Streckenkilometern 49 und 51 (ab Brüssel) passiert die Strecke bei Arbre auf einem 2 Kilometer langen Viadukt das Dendretal.
Auf einer Länge von rund 30 km wurde die Neubaustrecke in Verkehrswegebündelung unter anderem entlang der Bahnstrecke Tournai–Brüssel und der Autobahn 8 (E 429) trassiert.

## Geschichte
Im Zuge des Streckenbaus wurde die Bestandsstrecke im Abschnitt zwischen Lembeek und Brüssel viergleisig ausgebaut. Am 27. Oktober 1997 begannen die Testfahrten mit der Thalys-PBKA-Einheit 4301, bei denen nach wenigen Tagen der belgische Geschwindigkeitsrekord auf 354 km/h erhöht wurde. Die Baukosten beliefen sich auf umgerechnet rund 2,5 Milliarden D-Mark.
Die offizielle Inbetriebnahme fand am 14. Dezember 1997 statt.  Die Höchstgeschwindigkeit im 71 km langen Neubauabschnitt liegt bei 300 km/h, im 17 Kilometer langen Ausbauabschnitt (im Raum Brüssel) bei 220 km/h. Eine Quelle von 2002 spricht von einer Betriebsgeschwindigkeit von 320 km/h auf der Neubaustrecke. Durch die Inbetriebnahme der Strecke verkürzte sich die Reisezeit zwischen Paris und Brüssel auf eine Stunde und 22 Minuten.
Nach Eröffnung der Strecke nahm die Zahl der Thalys-Fahrgäste in den ersten sechs Wochen (im Vergleich zur Vorjahresperiode) um 72 Prozent auf eine halbe Million zu. Die Strecke wird heute (Stand: 2010) vom TGV und von Zügen der Eurostar Group befahren.

## Technik
Die Strecke ist durchgängig mit einem Schotteroberbau mit Monobloc-Betonschwellen und UIC-60-Schienen ausgeführt und vollständig eingezäunt. Der neu errichtete Streckenteil ist mit 25 Kilovolt 50 Hertz Wechselspannung elektrifiziert, der ausgebaute alte Streckenteil mit 3 Kilovolt Gleichspannung.
Da das Zugbeeinflussungssystem TBL2 vor der Eröffnung der Strecke als noch nicht ausgereift galt, wurde die Strecke mit dem französischen System TVM 430 ausgerüstet. Erstmals wurde damit ein anderes Zugbeeinflussungssystem als TBL in Belgien eingesetzt.

## Galerie

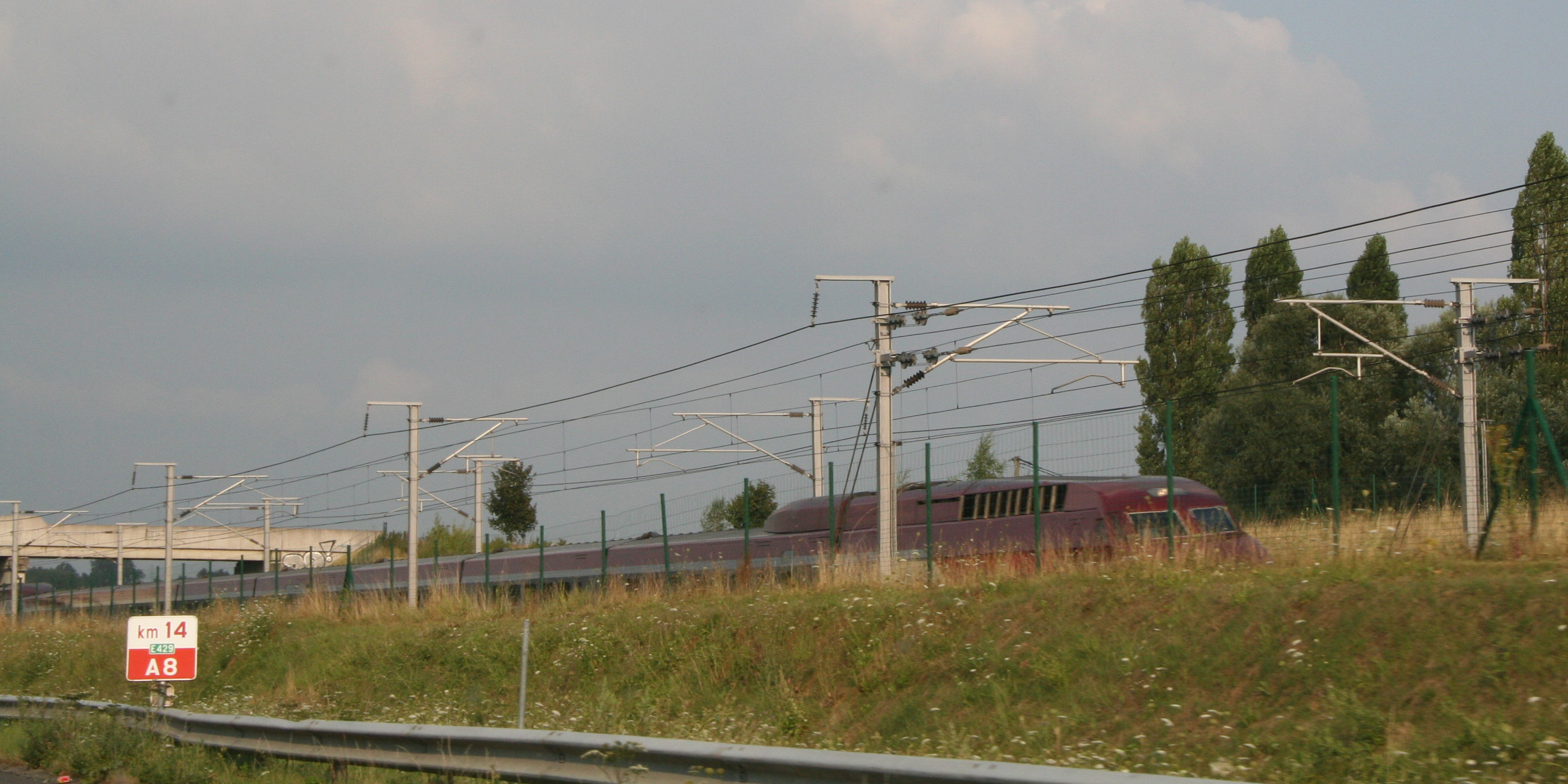
Verkehrswegebündelung HSL 1 und A8
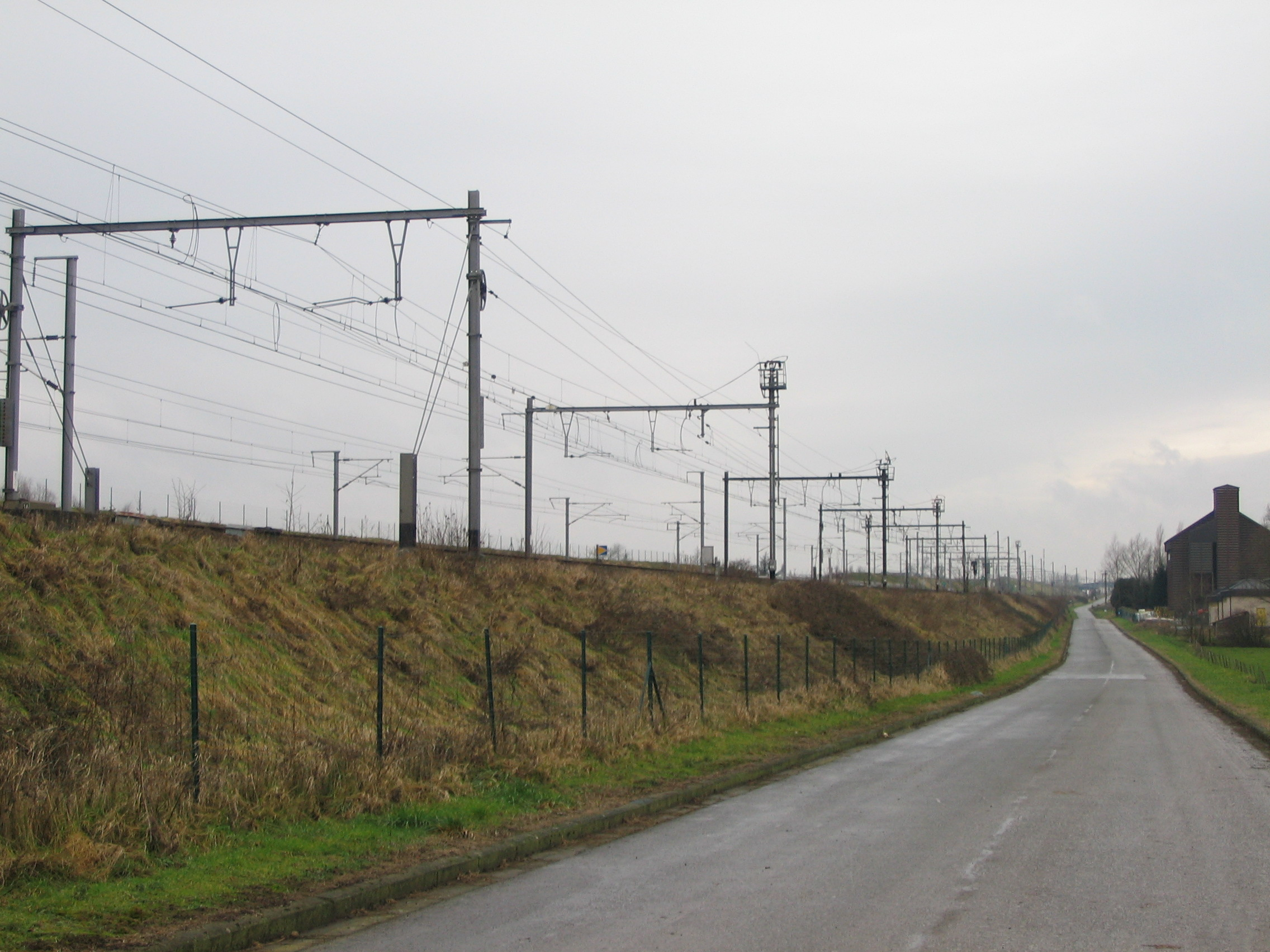
Verkehrswegebündelung Bestands- und Neubaustrecke
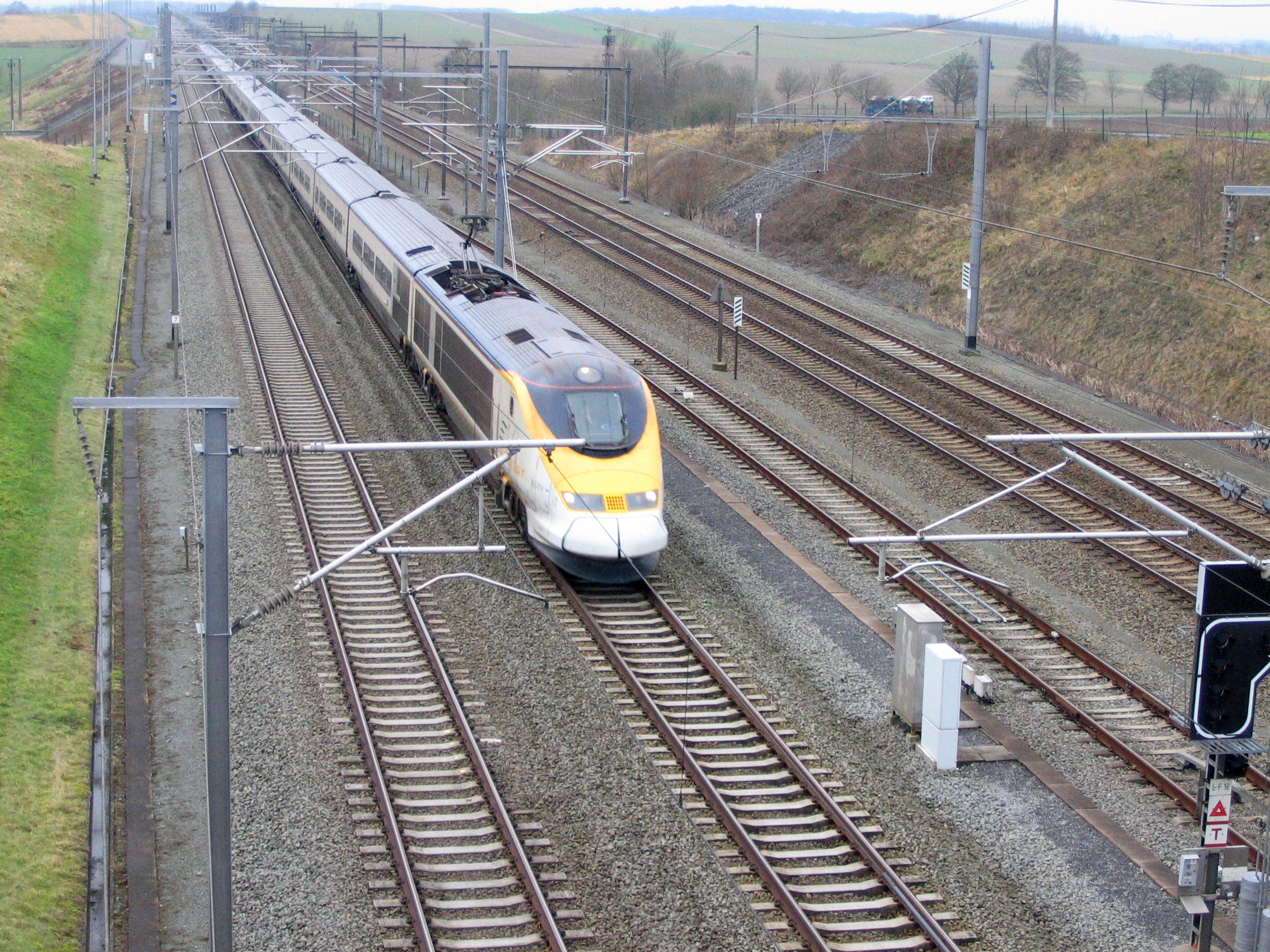
TGV TMST von Eurostar International
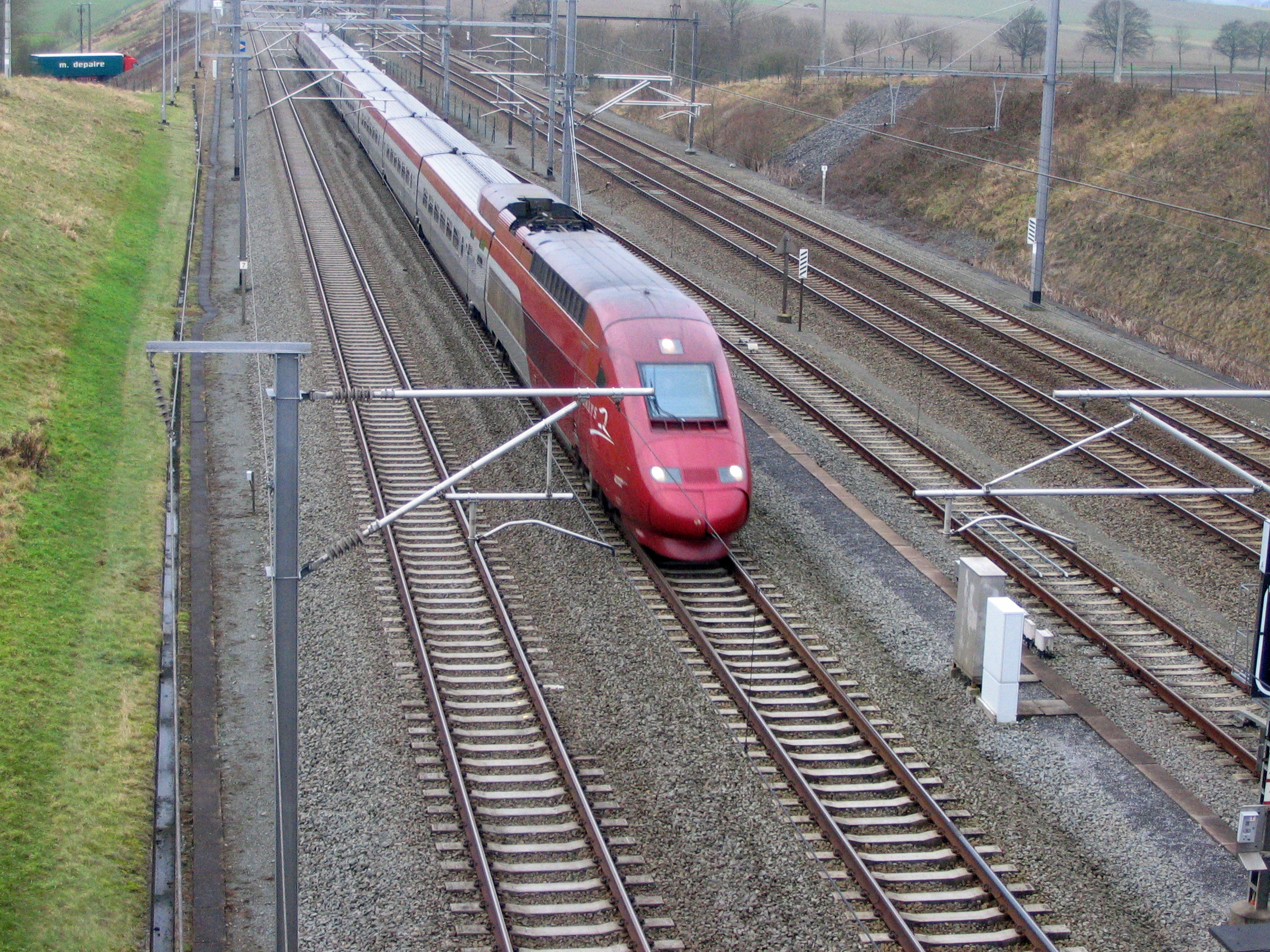
Thalys